# 楠塔哈拉国家森林
楠塔哈拉国家森林（英語：Nantahala National Forest，/næntəˈheɪlə/ ）于1907年设立，是一座美国国家森林，位于北卡罗来纳州。“楠塔哈拉”（Nantahala）一词源于切羅基語，意思是“午阳之地”（Land of the Noonday Sun）。